# Пономаренко Пантелеймон Кіндратович
Пантелеймон Кіндратович Пономаренко (біл. Панцеляймон Кандратавіч Панамарэнка, * 9 серпня 1902, хутір Шелковський, Бєлорєченська волость, Майкопський відділ, Кубанська область, Російська імперія (нині Краснодарський край, Росія) — 18 січня 1984, Москва, РРФСР, СРСР) — радянський державний діяч українського походження. Керівник Білоруської та Казахської РСР, дипломат, генерал-лейтенант.
Член ВКП(б) від 1925 року, член ЦК (1939—1961), член Президії ЦК КПРС (1952—1953, кандидат у 1953—1956). Депутат Верховної Ради СРСР (1940—1958), член Президії Верховної Ради СРСР (1941—1951 і 1954—1958).

## Біографія
Народився в бідній українській селянській родині на хуторі Шелковському (станиця Георгіє-Афіпська) Білореченської волості Майкопського відділу Кубанської області (нині Бєлорєченський район Краснодарського краю). У 1913 році закінчив три класи початкової школи в станиці Георгіє-Афіпська.
З лютого 1914 по квітень 1918 року — учень шапкової майстерні в станиці Корєновська Кавказького відділу Кубанської області; коваль ковальської майстерні Бубликова в Катеринодарі.
З квітня 1918 по січень 1919 року — червоноармієць 1-го Інтернаціонального полку РСЧА Кавказького фронту. Учасник Громадянської війни в Росії.
З січня 1919 по травень 1920 року працював слюсарем нафтопромислів в станиці Калузькій Катеринодарського відділу. У травні 1920 — червні 1922 року — слюсар депо станції Катеринодар (Краснодар) Північно-Кавказької залізниці. У 1920 році вступив до комсомолу.
У червні 1922 — серпні 1923 року — секретар комітету комсомолу (РКСМ) станиці Корєновської на Кубані.
У серпні 1923 — травні 1925 року — студент робітничого факультету імені Ілліча в Краснодарі.
Член РКП(б) з лютого 1925 року.
У травні 1925 — серпні 1926 року — завідувач агітаційно-пропагандистського відділу Корєновського районного комітету ВКП(б).
У серпні 1926 — липні 1927 року — студент робітничого факультету імені Ілліча в Краснодарі.
У липні 1927 — квітні 1930 року — студент Московського інституту інженерів транспорту.
У квітні — вересні 1930 року — паровозний машиніст депо Московсько-Курської залізниці в Москві.
У вересні 1930 — вересні 1931 року — інженер-приймальник паровозів Козловського паровозоремонтного заводу міста Козлова (Мічурінська) Центрально-Чорноземної області.
У вересні 1931 — травні 1932 року — студент і помічник директора Московського інституту інженерів транспорту. У 1932 році закінчив інститут і здобув диплом інженера-механіка.
У травні 1932 — березні 1934 року — командир батальйону 12-го будівельного залізничного полку РСЧА в Білоруському військовому окрузі. У березні 1934 — січні 1935 року — командир батальйону 12-го будівельного залізничного полку РСЧА Окремої Червонопрапорної Далекосхідної армії. У січні 1935 — лютому 1936 року — начальник конструкторської групи особливого корпусу залізничних військ РСЧА в Московському військовому окрузі.
З лютого 1936 по квітень 1937 року — керівник групи, відповідальний виконавець Всесоюзного електротехнічного інституту в Москві. З квітні 1937 по січень 1938 року — завідувач спеціальної лабораторії, секретар партійного комітету Всесоюзного електротехнічного інституту.
У січні — березні 1938 року — інструктор, у березні — червні 1938 року — заступник завідувача відділу керівних партійних органів ЦК ВКП(б).
19 червня 1938 — 7 березня 1947 року — 1-й секретар ЦК Комуністичної партії (більшовиків) Білорусі.
З вересня 1939 року — член Військової ради Білоруського військового округу. Брав участь у керівництві інтервенцією військ СРСР, які згідно з Пактом Молотова — Ріббентропа окупували Західну Білорусь. Вважається, що саме за його наполягання перед Сталіним українські території Берестейщини було «приділено» до БРСР.
У роки німецько-радянської війни був членом військових рад фронтів та армій, керував диверсійним рухом. З липня 1941 року — член Військової ради Західного фронту армій СРСР. 24 липня 1941 — 25 серпня 1941 року — член Військової ради Центрального фронту армій СРСР. 4 жовтня — 29 жовтня 1941 року — член Військової ради Брянського фронту. З грудня 1941 року — член Військової ради 3-ї ударної армії Калинінського фронту.
30 травня 1942 — березень 1943 року — начальник Центрального штабу партизанського руху при Ставці Верховного Головнокомандування.
У березні — квітні 1943 року — член Військової ради Центрального фронту.
З травня 1943 до 13 січня 1944 року — начальник Центрального Штабу партизанського руху.
7 лютого 1944 — 17 березня 1948 року — голова Ради народних комісарів (з 1946 року Ради міністрів) Білоруської РСР.
1 липня 1948 — 5 березня 1953 року — секретар ЦК ВКП(б).
Одночасно з 27 жовтня 1950 до 12 грудня 1952 року — міністр заготівель СРСР.
З 16 жовтня 1952 до 5 березня 1953 року — член Президії ЦК КПРС.
З 12 грудня 1952 до 15 березня 1953 року — заступник голови Ради міністрів СРСР.
15 березня 1953 — 9 березня 1954 року — міністр культури СРСР.
6 лютого 1954 — 6 серпня 1955 року — 1-й секретар ЦК КП Казахстану. 1954 року після звільнення історика Єрмухана Бекмаханова виступив із різким засудженням його арешту.
7 травня 1955 — 3 жовтня 1957 року — надзвичайний та повноважний посол СРСР у комуністичній Польщі.
26 жовтня 1957 — 22 квітня 1959 року — надзвичайний і повноважний посол СРСР в Індії.
26 жовтня 1957 — 27 червня 1959 року — надзвичайний і повноважний посол СРСР у Королівстві Непал — за сумісництвом.
30 червня 1959 — 21 червня 1962 року — надзвичайний і повноважний посол СРСР у Королівстві Нідерланди. Уряд Нідерландів оголосив його персоною нон-ґрата за те, що він особисто взяв участь у викраденні втікачки з СРСР на вулицях Амстердама та вступив у бійку з представниками поліції.
З 1963 до 1965 року — представник СРСР у МАГАТЕ.
З 1965 по 1978 рік — на викладацькій роботі в Академії суспільних наук при ЦК КПРС.
З 1978 року — персональний пенсіонер союзного значення в Москві.
Похований на Новодівочому цвинтарі в Москві.

## Нагороди
- чотири ордени Леніна (1942, 8.08.1952)
- Орден Жовтневої Революції
- Орден Суворова I ст. (15.08.1944)
- Орден Вітчизняної війни I ст. (1.02.1945)
- Орден «Знак Пошани»
- Хрест Грюнвальда І класу (Польща)
- медаль «Партизанові Вітчизняної війни» 1-го ст.
- медаль «За оборону Москви»
- медаль «За перемогу над Німеччиною у Великій Вітчизняній війні 1941—1945 рр.»
- медаль «За доблесну працю у Великій Вітчизняній війні 1941—1945 рр.»
- медалі

## Військове звання і дипломатичний ранг
- Генерал-лейтенант (25 березня 1943 року)
- Надзвичайний і повноважний посол (1955)